# نزلة أبو سليم
قرية نزلة أبو سليم هي إحدى القرى التابعة لمركز بنى سويف في محافظة بني سويف في جمهورية مصر العربية. حسب إحصاءات سنة 2006، بلغ إجمالي السكان في نزلة أبو سليم 5386 نسمة، منهم 2700 رجل و2686 امرأة.